# Ira Sprague Bowen
Ira Sprague Bowen (Seneca Falls, 21 dicembre 1898 – 6 febbraio 1973) è stato un astronomo statunitense.
Compiuti gli studi all'Oberlin College e al California Institute of Technology, ha insegnato fisica da 1921 al 1945 servendo come direttore dell'Osservatorio di Monte Wilson e dell'Osservatorio di Monte Palomar.
Nel 1927 scoprì che quello che era chiamato con il nome di nebulium (occasionalmente chiamato anche nebulum o nephelium) non era un elemento chimico, bensì un ossigeno ionizzato in maniera doppia.

## Onorificenze
- Henry Draper Medal (1942)
- Bruce Medal (1957)
- Henry Norris Russell Lectureship (1964)
- Gold Medal of the Royal Astronomical Society (1966)